# Kateřina Novotná
Kateřina Novotná, née le 12 août 1984 à Mladá Boleslav, est une patineuse de vitesse sur piste courte tchèque.

## Carrière
Elle remporte les Championnats d'Europe 2010 à Dresde et termine deuxième aux  Championnats d'Europe 2009.